# Bactrocera dispar
Bactrocera dispar is een vliegensoort uit de familie van de boorvliegen (Tephritidae). De wetenschappelijke naam van de soort werd voor het eerst geldig gepubliceerd in 1982 door Hardy.